# Knodus borki
Espèce
Knodus borki est une espèce de poisson d'amérique du sud de la famille des Characidés.
Dénommé en aquariophilie Tétra bleu, Tétra bleu du Pérou, il a été vendu, par erreur, pendant des années comme Boehlkea fredcochui.